# Sankt Veit im Mühlkreis
Pour les articles homonymes, voir Sankt Veit.
Sankt Veit im Mühlkreis est une commune autrichienne du district de Rohrbach, en Haute-Autriche.

## Administration

### Jumelage
- San Vito Romano (Italie).